# Новосельский, Валерий Леонидович
Валерий Леонидович Новосельский (род. 15 апреля 1970 года, Днепропетровск — 20 августа 2016 года Рига) — русскоязычный израильский публицист, деятель международного цыганского движения, создатель и редактор Цыганской виртуальной сети (Roma Virtual Network) — уникального на данный момент международного цыганского средства массовой информации, член парламента Международного цыганского союза (IRU), консультант Европейского цыганского информационного офиса (ERIO). Писал на английском и русском.

## Биография
Валерий Новосельский родился в смешанной цыганско-еврейской семье в Днепропетровске (Украинская ССР). Мама происходит из семьи цыган-сэрвов; рано оставшись без родителей, с 7 до 15 лет воспитывалась в детском доме. Бабушка со стороны отца приходилась родной сестрой погибшему в первые дни Великой Отечественной войны днепропетровскому поэту Цалику (Бецалелю Абрамовичу) Ходосу (1922—1941, см. о поэте здесь Архивная копия от 2 октября 2009 на Wayback Machine).
Часть детства В. Л. Новосельского прошла в Якутии (Восточная Сибирь). В 1991—1994 обучался истории в Днепропетровском государственном университете. В 1993—1995 годах работал в евангелистской миссии «Евреи за Иисуса» в Москве.
В 1995 эмигрировал в Израиль по студенческой программе Еврейского Агентства в соответствии с Законом о Возвращении. В 1996—2002 годах работал англо-русским переводчиком и учился в Галилейском Библейском Колледже в г. Хайфа. Летом 1999 года создал Цыганскую виртуальную сеть (Roma Virtual Network, состоящую из нескольких десятков рассылок на Yahoogroups на разных европейских языках), на данный момент являющуюся крупнейшим цыганским средством массовой информации и не имеющей сейчас аналогов международной цыганской информационной сетью, используемой для быстрого распространения обзоров статей о цыганах в прессе разных стран (эта информация используется цыганской прессой и цыганскими общественными организациями в работе), публикации новостей цыганского сообщества и обмена важной информацией между цыганскими организациями.
В июне 2002 года создал аналогичную сетевую рассылку «Еврейский калейдоскоп» Архивная копия от 6 августа 2007 на Wayback Machine, а в мае 2007 года рассылку «Русский мир» Архивная копия от 16 февраля 2009 на Wayback Machine.
В 2000 году стал членом Парламента Международного Цыганского Союза (IRU). В 2002 году получил степень бакалавра по специальности «Теология и Библия». В 2007 году зарегистрировал Roma Virtual Network как общественную организацию (регистр. номер 580478410).
Является выпускником Цыганской Дипломатической Программы (Roma Diplomacy Programme) международной образовательной организации DiploFoundation. С марта 2003 года в качестве консультанта сотрудничает с Европейским цыганским информационным офисом (ERIO). С марта 2006 г. сотрудничал с Институтом Открытого Общества (Фондом Сороса)   Архивная копия от 14 мая 2008 на Wayback Machine.
Скончался 20 августа 2016 года в возрасте 46 лет во время участия в фестивале ромской культуры в Риге (Латвия).